# Jacopo del Sellaio

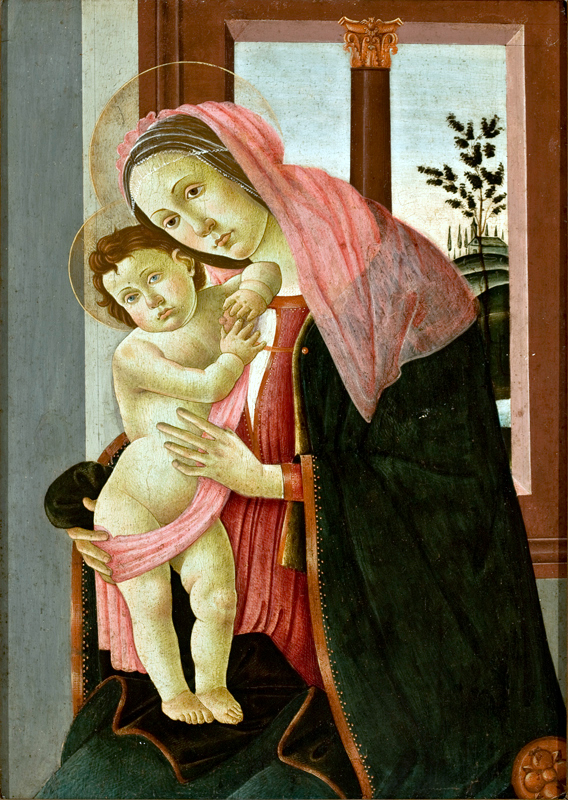
Jacopo del Sellaio, Virgem e Criança, ca. 1470, Museu de Arte de São Paulo, São Paulo.

Jacopo di Arcangelo, dito Jacopo del Sellaio (Florença, 1442 - 1493) foi um pintor do Renascimento italiano.
Filho de um fabricante de selas, origem de seu apelido "Sellaio", Jacopo é mencionado de passagem por Vasari como discípulo de Filippo Lippi, ao lado de Botticelli e de Pisello, e como autor de duas obras em San Frediano e uma obra na igreja do Carmine.
Sellaio foi profundamente sensível à estética de Ghirlandaio e à elegância linear de Botticelli, que o pintor desenvolve em estilo menor em numerosos cassoni domésticos, alguns com manifesta ambição dramática em grandes retábulos como a mencionada Crucificação da igreja de San Frediano in Castello (Florença).
Membro da Compagnia San Luca em 1472, Jacopo instala-se em 1482 na Piazza di San Miniato, em Florença, junto com o pintor Filippo de Giuliano. Algumas obras datadas ao longo de sua carreira tornam possível uma análise segura de seu itinerário estilístico a partir da Anunciação de 1472 em San Giovanni Valdarno, igreja de S. Maria delle Grazie.
Atribuem-se ao pintor diversas obras, predominantemente de devoção privada e de pequeno formato, nas quais sobressai um senso narrativo fantasioso, acompanhado por paisagens compostas por bizarras formações rochosas.